# Järnvägsolyckan i Berala 1952
Järnvägsolyckan i Berala inträffade strax före klockan sju på morgonen den 7 maj 1952 i Berala i New South Wales i Australien då två elpendeltåg krockade. Tio personer omkom och ytterligare 140 skadades. Elpendeltåg har körts i Sydney sedan mars 1926, och detta var den första dödsolyckan där ett av delstatens elpendeltåg var inblandat.

## Orsak
Det andra tåget inblandat i olyckan hade passerat en signal som visade stopp i enlighet med reglerna, men efter detta kördes det för fort och kunde inte stanna när det första tåget blev synligt genom dimman. När det andra tågets förare fick syn på det första tåget så nödbromsade han, efter olyckan uppskattade han tågets hastighet vid kollisionstillfället till mellan 8 och 16 km/t.